# Santa Maria dell'Umiltà (Roma)
Santa Maria dell’Umiltà ou Igreja de Nossa Senhora da Humildade é uma igreja de Roma, Itália, localizada no rione Trevi, numa praça homônima junto à via dell’Umiltà. É dedicada à Nossa Senhora da Humildade. 
É uma igreja anexa na paróquia da basílica de Santi Apostoli.

## História e descrição
Foi construída na primeira metade do século XVII através do patrocínio de uma filha de Catarina de Médici, Francesca Baglioni, viúva de Francisco Orsini, que, além da igreja, construiu também o mosteiro anexo, cujo objetivo inicial era abrigar nobres romanas empobrecidas, mas que, com o tempo, tornou-se um dos mais exclusivos conventos da cidade, abarcando todo o quarteirão.
Em 1703, a fachada foi reconstruída por Carlo Fontana. Foi depois refeita em 1859 por Andrea Busiri Vici, arquiteto do papa Pio IX e principal arquiteto do Vaticano depois da unificação da Itália (1870), englobando na fachada do convento transformado em seminário e criando um piso a mais. Depois da unificação, o convento e a igreja foram entregues à Congregação para a Evangelização dos Povos, que transformou o complexo num seminário para estudantes de teologia vindos da América do Norte. Até hoje permanece como sede da Pontifícia Universidade Norte-americana.
O interior da igreja é composto por uma nave única e decoração do século XVIII de Carlo Fontana. Nos nichos nas paredes estão estátuas de santos de Antonio Raggi. O relevos em estuque nas capelas laterais, de Francesco Cavallini; finalmente, é de Michelangelo Cerruti o afresco "Assunção de Maria" (1726).